# Chilliwack Lake
Chilliwack Lake är en sjö i Kanada.   Den ligger i provinsen British Columbia, i den södra delen av landet, 3 400 km väster om huvudstaden Ottawa. Chilliwack Lake ligger 619 meter över havet. Arean är 11,7 kvadratkilometer. Den sträcker sig 8,9 kilometer i nord-sydlig riktning, och 4,2 kilometer i öst-västlig riktning.
I omgivningarna runt Chilliwack Lake växer i huvudsak barrskog. Runt Chilliwack Lake är det mycket glesbefolkat, med 4 invånare per kvadratkilometer.